# Peterskirche (Weiler zum Stein)

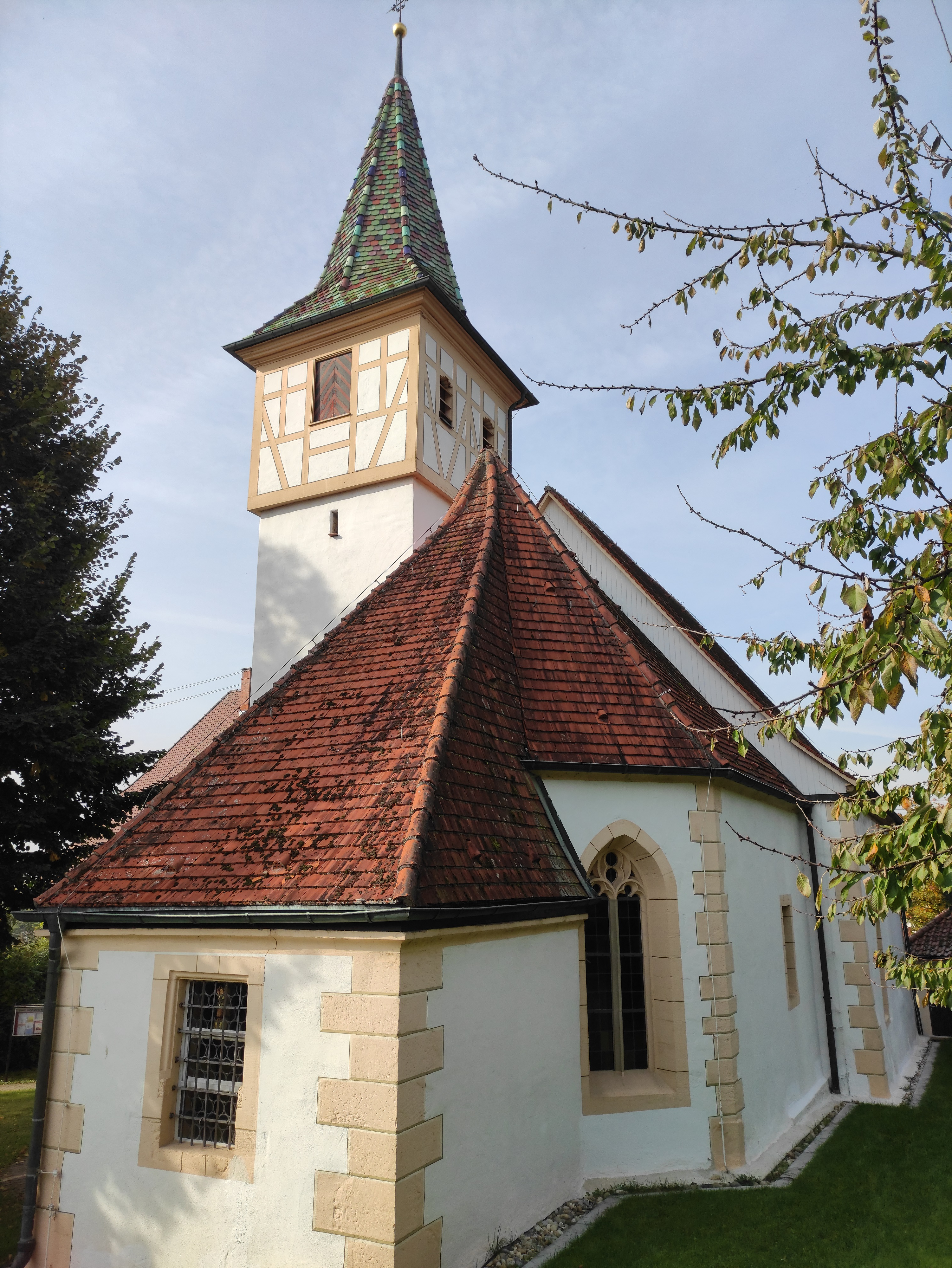
Peterskirche in Weiler zum Stein

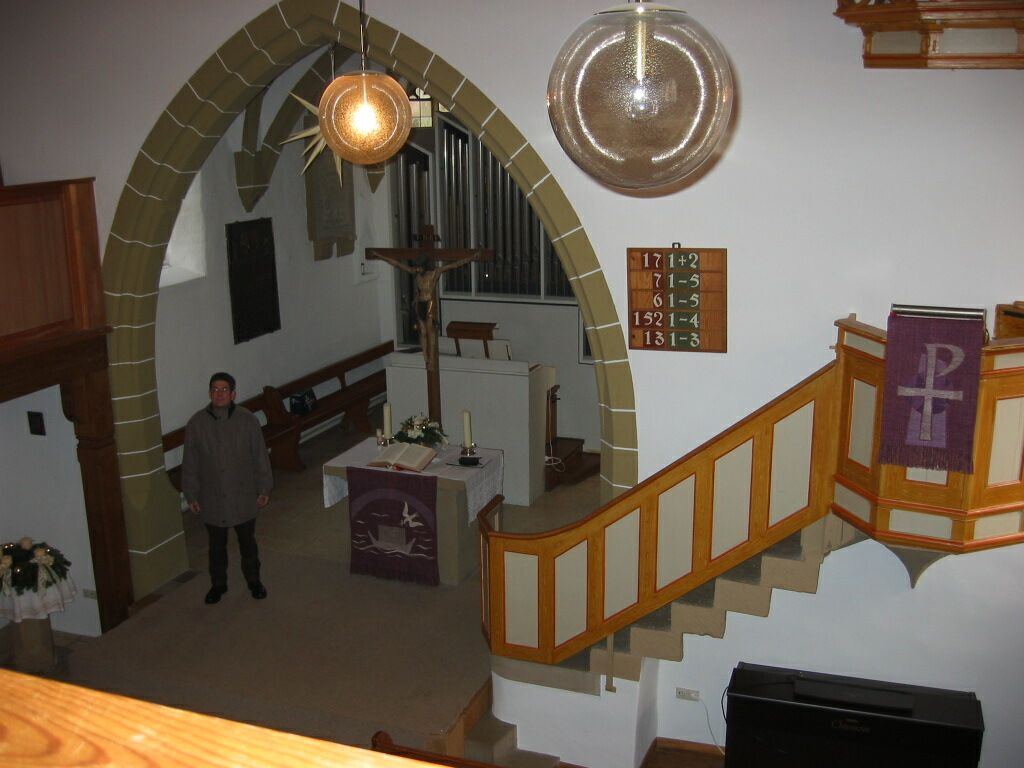
Innenansicht

Die Peterskirche ist die Pfarrkirche von Weiler zum Stein, einem Ortsteil von Leutenbach im Rems-Murr-Kreis in Baden-Württemberg. Das Bauwerk ist beim Landesamt für Denkmalpflege Baden-Württemberg als Baudenkmal eingetragen. Die Kirchengemeinde gehört zum Kirchenbezirk Waiblingen der Evangelischen Landeskirche in Württemberg. Namensgeber der Kirche ist Simon Petrus.

## Beschreibung
Die 1456 gebaute spätgotische Saalkirche besteht aus einem Langhaus, das um 1500 bis an die Südwand des Chorflankenturms verbreitert wurde. Daran schließen sich ein eingezogener, dreiseitig geschlossener Chor im Osten und die 1620 angebaute Sakristei an. Der Chorflankenturm an der Südwand des Chors wurde mit einem Geschoss aus Holzfachwerk aufgestockt, das den Glockenstuhl enthält und mit einem achtseitigen Knickhelm bedeckt ist.
Der Innenraum des Chors ist mit einem Netzgewölbe überspannt. Die Kirchenausstattung hat 1652 Antonia von Württemberg gestiftet.